# Tarquitia invisa
Tarquitia invisa är en fjärilsart som beskrevs av Edward Meyrick 1935. Tarquitia invisa ingår i släktet Tarquitia och familjen mott. Inga underarter finns listade i Catalogue of Life.